# Felipe Kitadai
Felipe Kitadai, född den 28 juli 1989 i São Paulo, Brasilien, är en brasiliansk judoutövare.
Han tog OS-brons i herrarnas extra lättvikt i samband med de olympiska judotävlingarna 2012 i London. Vid olympiska sommarspelen 2016 i Rio de Janeiro blev han utslagen i återkvalet.